# Johann Gottfried Neumeister
Johann Gottfried Neumeister (Ebersdorf, 1757 – Homburg vor der Höhe, 1840) è stato un insegnante e organista tedesco.

## Biografia
Nato nel 1757 a Ebersdorf, in Turingia, Johann Gottfried Neumeister studiò organo, composizione e teoria musicale nella vicina Lobenstein con Georg Andreas Sorge. Nel 1790 si spostò a Friedberg, in Assia, dove divenne professore di tedesco, campanaro e secondo organista della locale Stadtkirche.
Durante la sua permanenza mise insieme, a uso liturgico, una serie di preludi corali per organo di diversi compositori, fra i quali Johann Sebastian Bach, raggruppandoli in una raccolta che, successivamente, prese il nome di Corali Neumeister.
Nel 1807 divenne co-rettore della scuola di Homburg vor der Höhe e organista della Stadtkirche di Homburg, ritirandosi dall'attività nel 1831. Morì nella stessa città nel 1840.